# Canal des Deux-Mers
Cet article court présente un sujet plus développé dans : Canal du Midi et Canal latéral à la Garonne.

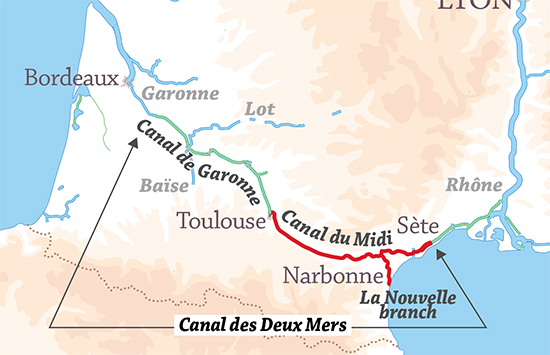
Le canal des Deux-Mers

Le canal des Deux-Mers, dans le Sud-Ouest de la France, est le nom donné à la voie navigable formée par le canal du Midi (241 km), reliant Marseillan à Toulouse, terminé en 1681, et le canal latéral à la Garonne (193 km), reliant Toulouse à Castets et Castillon en amont de Bordeaux, ouvert en mars 1856. 
L'ensemble permet ainsi de relier la mer Méditerranée et l'océan Atlantique, via l'isthme déjà signalé par le géographe Strabon il y a près de 2 000 ans : « Toulouse est bâtie sur la section la plus étroite (..) de l'isthme qui sépare l'Océan de la mer baignant Narbonne ».